# Carsten Anker

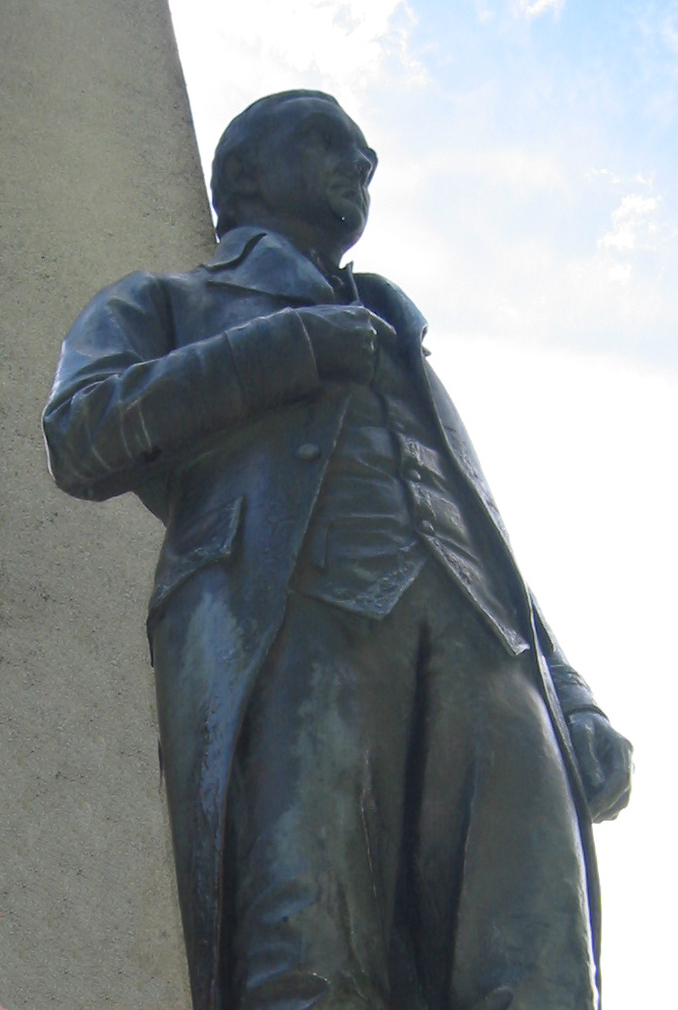
Staty av Carsten Anker.

Carsten Tank Anker, född i Fredrikshald den 17 november 1747, död den 13 mars 1824 på Birid glasbruk, var en norsk statsman, bror till Peter Anker, kusin till Bernt och Peder Anker, farfar till Carl Johan Anker.

## Biografi
Anker uppehöll sig 1771–72 i Stockholm för att underhandla om flottningsfrihet för norskt timmer på Klarälven, var 1781–91 medlem av bergverksdirektoriet och 1792–1811 förste direktör i det danskasiatiska kompaniet. 
Från 1794 ägde han Eidsvolds järnverk i Eidsvold, där han 1811 bosatte sig och där han 1813 tog emot prins Kristian Fredrik, till vilken han redan förut hade haft ett nära förhållande. Hos Anker hölls i februari 1814 det bekanta notabelmöte, efter vilket Kristian Fredrik proklamerade Norges oberoende, och likaledes den stora riksförsamlingen 1814. 
Vid det nya statsskickets organisation, i mars 1814, blev Anker medlem av regeringen, men övertog inte sitt ämbete, utan avreste till England i en diplomatisk beskickning. Trots att de ledande engelska statsmännen inte visade honom och hans värv intresse eller välvilja, lyckades han likväl genom sina vidsträckta och inflytelserika privata förbindelser att vinna gehör för Norges självständighetskrav. 
1815 fick han avsked som statsråd och deltog inte mer i det politiska livet. Anker skapade ett stort bibliotek och tavelgalleri på Eidsvold. Efter hans död skingrades de, men en betydande del därav samlades senare i järnbrukets minnesrika huvudbyggnad.